# Luise Danz

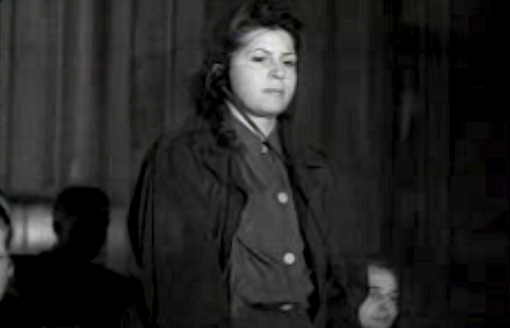
Luise Danz (1947)

Luise Helene Elisabeth Danz (* 11. Dezember 1917 in Walldorf; † 21. Juni 2009) war Aufseherin in verschiedenen Konzentrationslagern.

## Biografie
Danz arbeitete nach Abschluss der Volksschule als Hausmädchen in einer Bäckerei in Brandenburg. Bereits 1940 zog sie wieder zu ihren Eltern nach Schmalkalden und begann eine Ausbildung bei der Post. Während eines Urlaubs lernte sie den KZ-Arzt Franz von Bodmann kennen und ging mit ihm eine Beziehung ein. Nach dem Abschluss ihrer Postlehre wurde Danz 1943 vom Arbeitsamt als KZ-Aufseherin dienstverpflichtet. Möglicherweise forcierte sie diese Dienstverpflichtung, um bei ihrem Partner von Bodmann zu sein. Ab dem 1. März 1943 absolvierte sie einen dreiwöchigen Lehrgang zur Aufseherin im KZ Ravensbrück und wurde am 22. März 1943 in das KZ Majdanek versetzt. Dort beaufsichtigte sie im Frauenlager Arbeitskommandos in der Schneiderei, der Lagerküche, der Gärtnerei und in der Bekleidungskammer. Im Zuge der Evakuierung des KZ Majdanek wurde Danz Ende April 1944 in das KZ Plaszow versetzt. Nach der Räumung des KZ Plaszow wurde Danz im September oder Oktober 1944 in das KZ Auschwitz-Birkenau versetzt und leitete dort das Kommando in der Wäscherei und führte das Lederkommando. Nach der Räumung des KZ Auschwitz erfolgte im Januar 1945 ihre Versetzung in das Ravensbrücker Nebenlager Malchow. Dort fungierte sie als Oberaufseherin bis Anfang Mai 1945. In Malchow mussten 900 weibliche Häftlinge in der dortigen Sprengstofffabrik der Gesellschaft m. b. H. für die Verwertung chemischer Erzeugnisse (Verwertchemie) arbeiten.
Danz soll sich nach Aussagen von überlebenden Häftlingen der verschiedenen Lager von einer relativ umgänglichen Aufseherin zu einer Sadistin entwickelt haben. Sie soll weibliche Häftlinge schwer misshandelt haben, so beispielsweise mit ihrer Peitsche oder durch Schlagen. Zudem soll sie russische Häftlingsfrauen erhängt haben und stundenlange Häftlingsappelle stets mit Toten beendet haben.
Nach Kriegsende konnte sie kurzzeitig untertauchen. Danz wurde am 1. Juni 1945 in Lützow festgenommen und stand beim Krakauer Auschwitzprozess vom 24. November 1947 bis zum 22. Dezember 1947 vor  dem Obersten Nationalen Tribunal Polens. Dort wurde sie wegen der Zugehörigkeit zu einer kriminellen Vereinigung und wegen der Misshandlung von weiblichen Häftlingen angeklagt. Am 22. Dezember 1947 wurde sie zu lebenslanger Haft verurteilt, die sie bis zu ihrer Entlassung 1956 in Polen verbüßte.
Nach ihrer Rückkehr nach Deutschland lebte Danz unauffällig und wurde erst 1996 in Deutschland wieder vor Gericht gestellt, da sie gegen Kriegsende eine junge Frau im Frauenlager Malchow zu Tode getreten haben soll. Diese Verhandlung soll eingestellt worden sein, da nach Ansicht eines ärztlichen Gutachters Danz die Strapazen des Prozesses aus Altersgründen nicht zugemutet werden sollten.